# Montauban
Montauban (em occitano Montalban) é uma comuna francesa e capital do departamento de Tarn-et-Garonne, na região de Occitânia.
Seus 55 927 habitantes são chamados de Montalbanais. A população da área urbana de Montauban ultrapassa os 80 000 habitantes (estimação de 2008).
A cidade é conhecida por ter sido o berço de um dos maiores pintores do século XIX, Jean-Auguste-Dominique Ingres (a cidade é apelidada "la Cité d'Ingres"), e por seu clube de rugby, o US Montauban.

## Monumentos

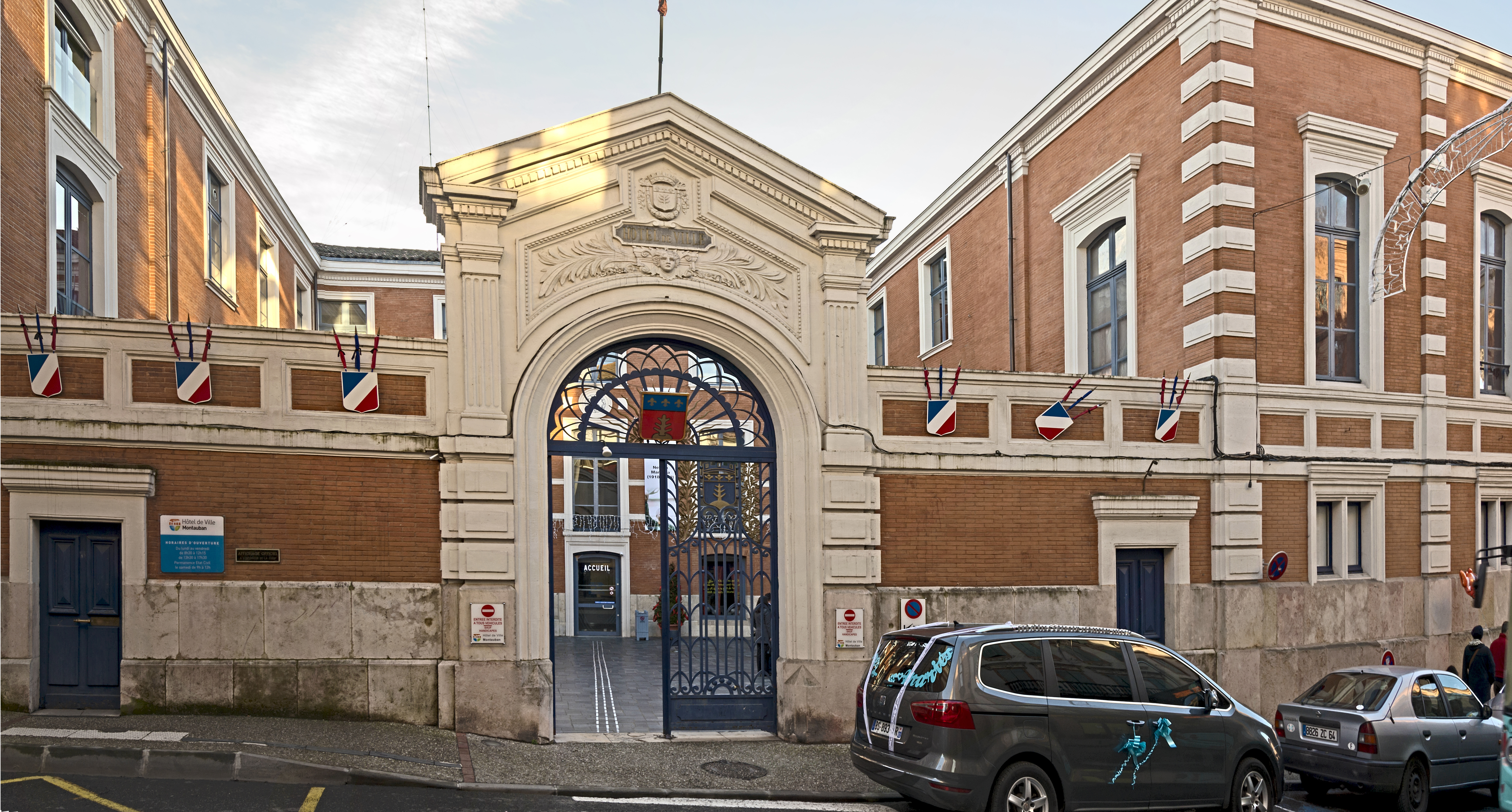
A prefeitura.
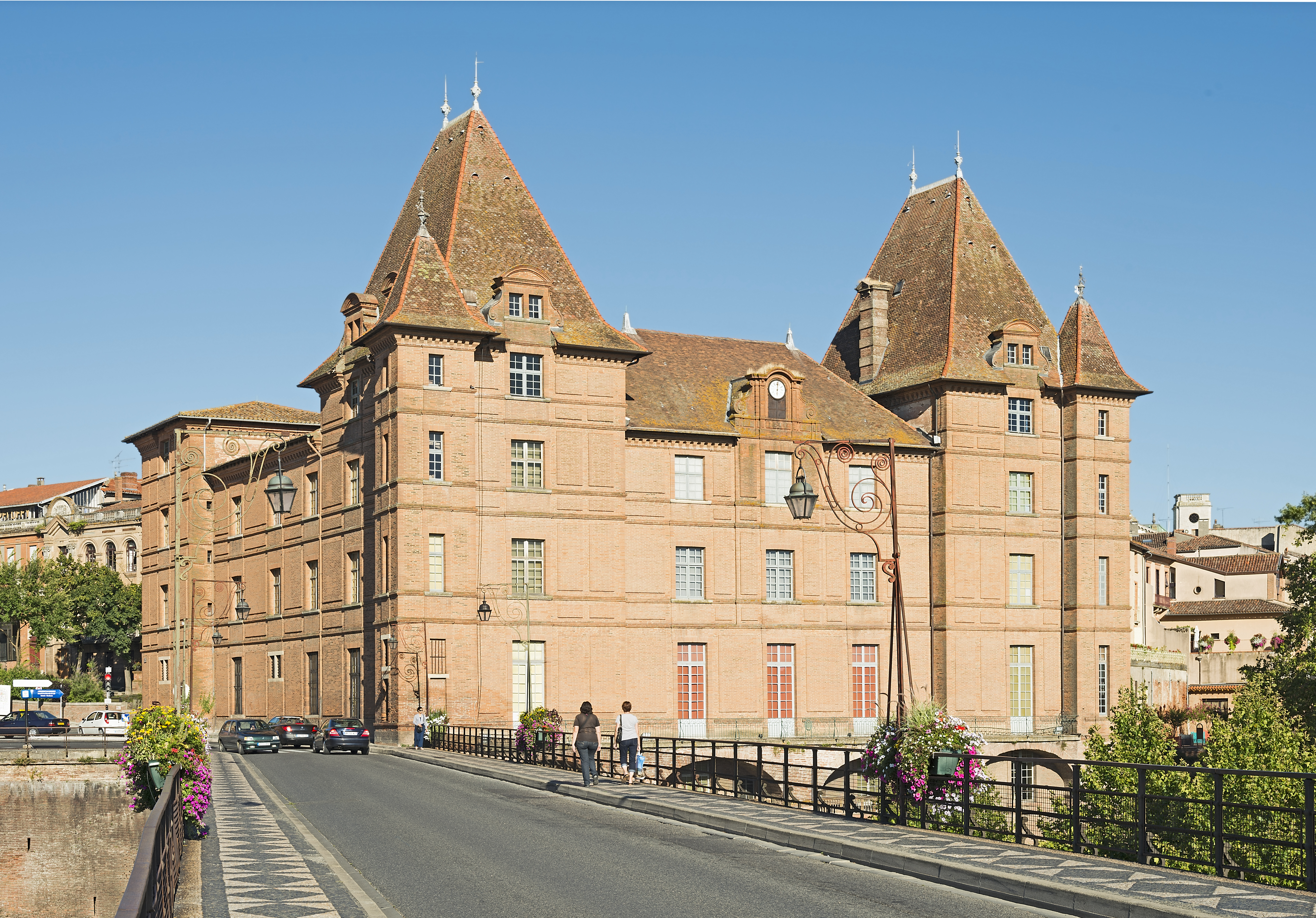
Museu Ingres
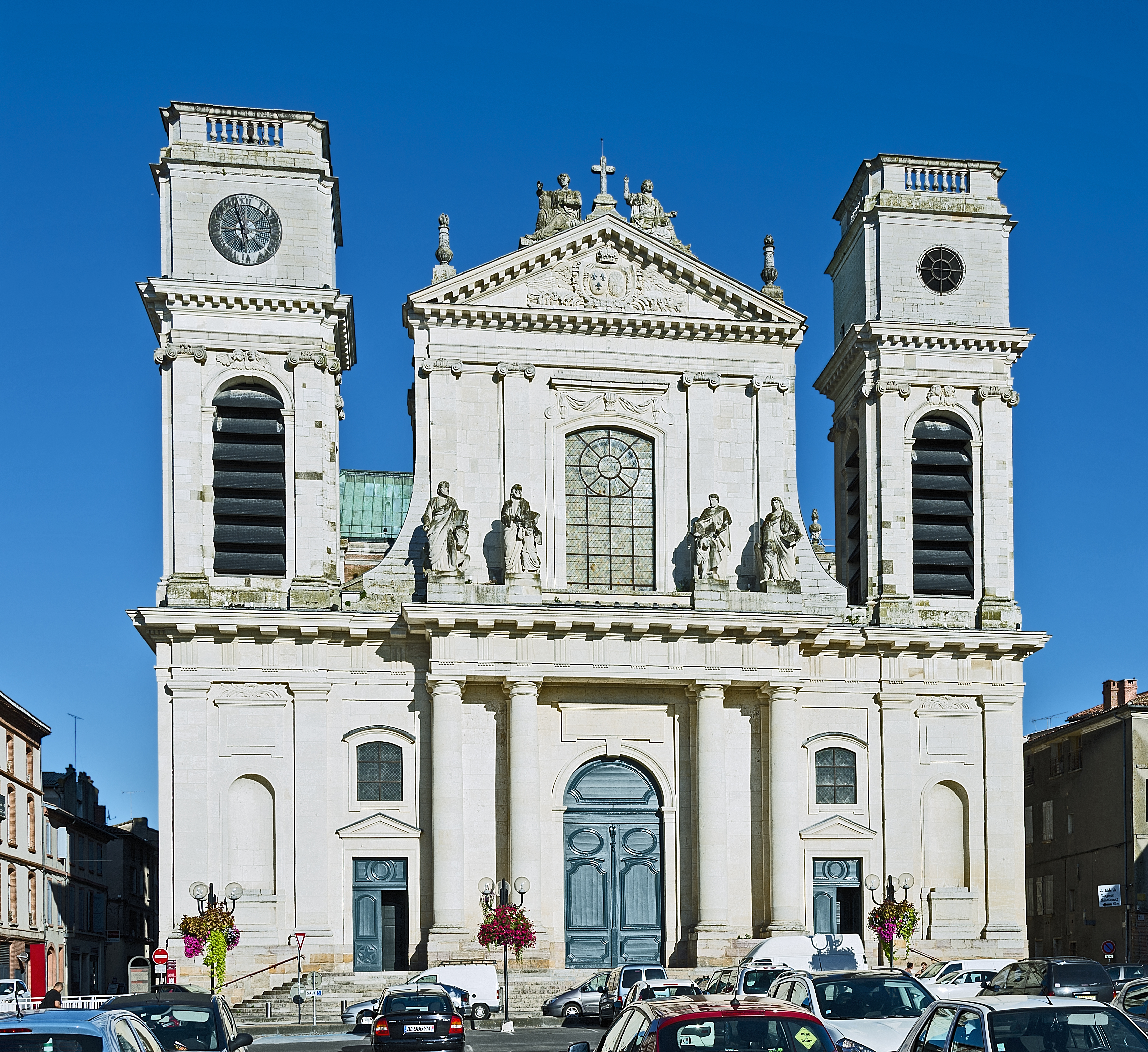
Catedral